# Museo Picasso Málaga

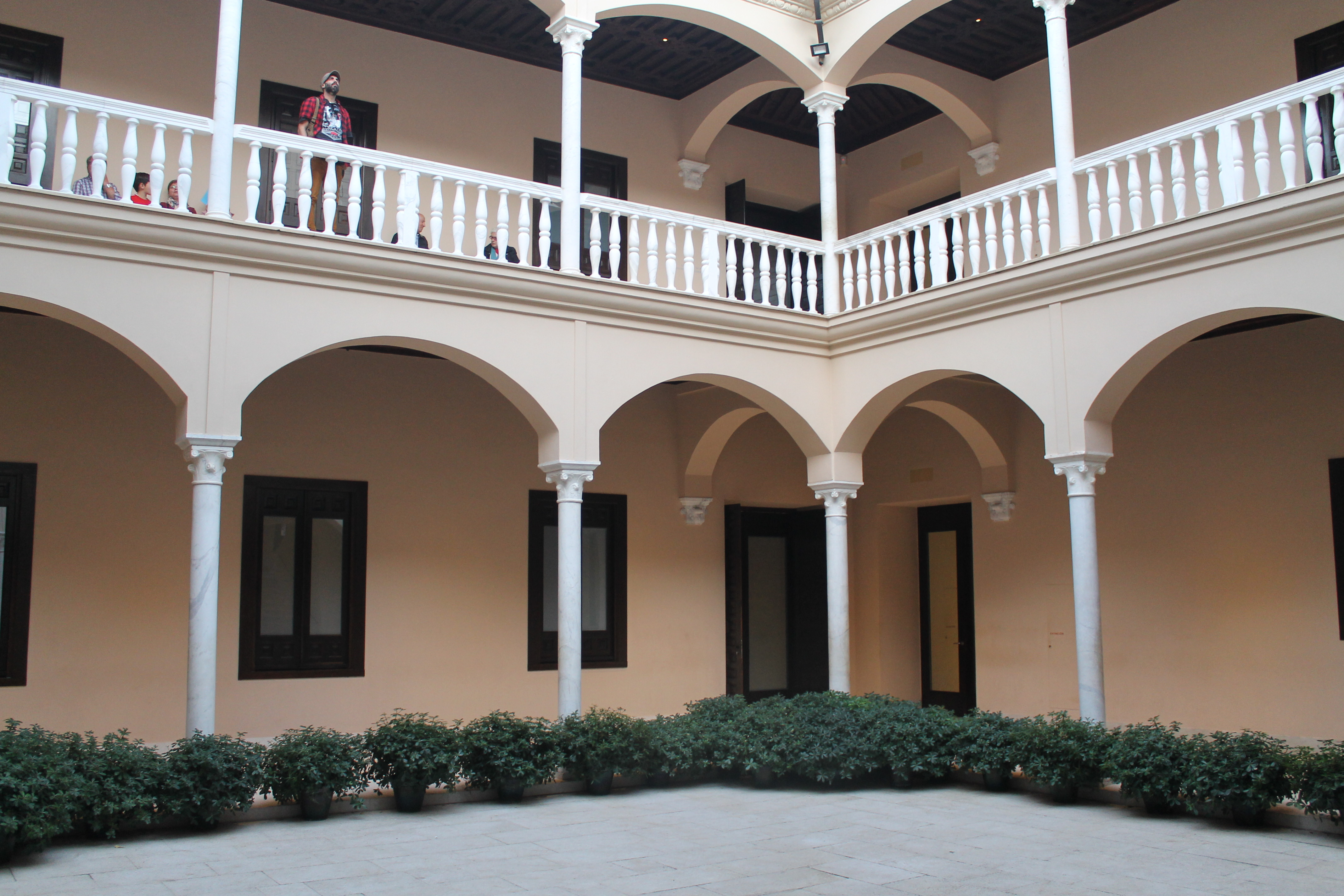
Patio principal del Museo Picasso Málaga.

El Museo Picasso Málaga (MPM) es una de las dos pinacotecas dedicadas a Pablo Picasso situadas en su ciudad natal Málaga (España), siendo la otra la Fundación Picasso Museo Casa Natal. En 2023 alcanzó la cifra de más de 779.000 visitantes, siendo el museo más visitado de Andalucía.
Las doscientas ochenta y cinco obras que reúne la colección MPM abarcan las innovaciones revolucionarias de Picasso, así como la amplia variedad de estilos, materiales y técnicas que dominó. Desde los primeros estudios académicos a su visión del clasicismo, pasando por los planos superpuestos del cubismo, cerámicas, sus interpretaciones de los grandes maestros y las últimas pinturas de los setenta. El 13 de marzo de 2017 el museo abrió con su espacio reorganizado, luces LED en todas sus salas y 166 nuevas obras que ampliaron el catálogo del museo de manera importante.

## Historia
La idea inicial de este museo nace de los contactos entre Pablo Picasso y Juan Temboury, delegado provincial de Bellas Artes de Málaga durante la dictadura franquista. En 1953, Juan Temboury escribió a Picasso solicitándole la donación de dos obras de cada técnica, a lo que:

Picasso entusiasmado, replicó que no enviaría dos obras, sino dos camiones.
Christine Ruiz-Picasso

Dicha donación, que hubiera dado forma al primer museo en el mundo dedicado en exclusiva a Picasso, quedaría frustrada ante la negativa de las autoridades de la época a aceptar dicha donación.
Christine Ruiz-Picasso, viuda de Paul Ruiz-Picasso, hijo mayor del artista, retoma los contactos con Málaga en 1992 con motivo de la exposición en la ciudad «Picasso clásico» y en 1994 con la exposición «Picasso, primera mirada». En 1996, reinicia el proyecto de 1953, que se hace finalmente realidad cincuenta años más tarde, el 27 de octubre de 2003, cuando el Museo Picasso Málaga fue inaugurado con la presencia del rey Juan Carlos I y la reina Sofía.
Christine Ruiz-Picasso donó catorce pinturas, nueve esculturas, 44 dibujos individuales, un libro de bocetos con más de 36 dibujos, 58 grabados y nueve piezas de cerámica; en total 133 piezas de arte. Además, el nieto de Picasso, Bernard Ruiz-Picasso, donó otras cinco pinturas, dos dibujos, diez grabados y cinco piezas cerámicas; acumulando un total de 155 piezas. La colección comprende desde los primeros estudios académicos hacia el cubismo hasta sus últimas reinterpretaciones de los Antiguos Maestros. Asimismo, siempre se encuentran numerosas piezas en depósitos en el museo y la biblioteca alberga un archivo con más de ochocientos títulos referentes a Picasso, incluyendo documentos y fotografías relevantes.
Miguel López-Remiro fue nombrado director del Museo Picasso de Málaga, el 1 de enero de 2024, siendo presentado ante la prensa el 19 de enero.

## El Palacio de los Condes de Buenavista
El Palacio de los Condes de Buenavista fue en su origen un palacio residencia mandado construir en el año 1530 por Diego de Cazalla, Regidor de la ciudad, medio siglo después de la toma de Málaga. De arquitectura renacentista, desde el siglo XVI fue uno de los edificios civiles más emblemáticos de la ciudad por su amplia parcela, privilegiada situación y su recia imagen exterior que le proporciona la poderosa torre mirador.
Según la tipología malagueña, se trata de un edificio de dos pisos en torno a un patio porticado. Este esquema sencillo posibilitó la versatilidad de los diferentes usos que ha tenido a lo largo de su historia, sin necesidad de trasformaciones estructurales.
En la década de 1950, sufre una primera intervención para ser sede del Museo de Bellas Artes, según los criterios museológicos de Juan Temboury, por Enrique Atencia Molina, y en 1984 por el arquitecto César Olano.

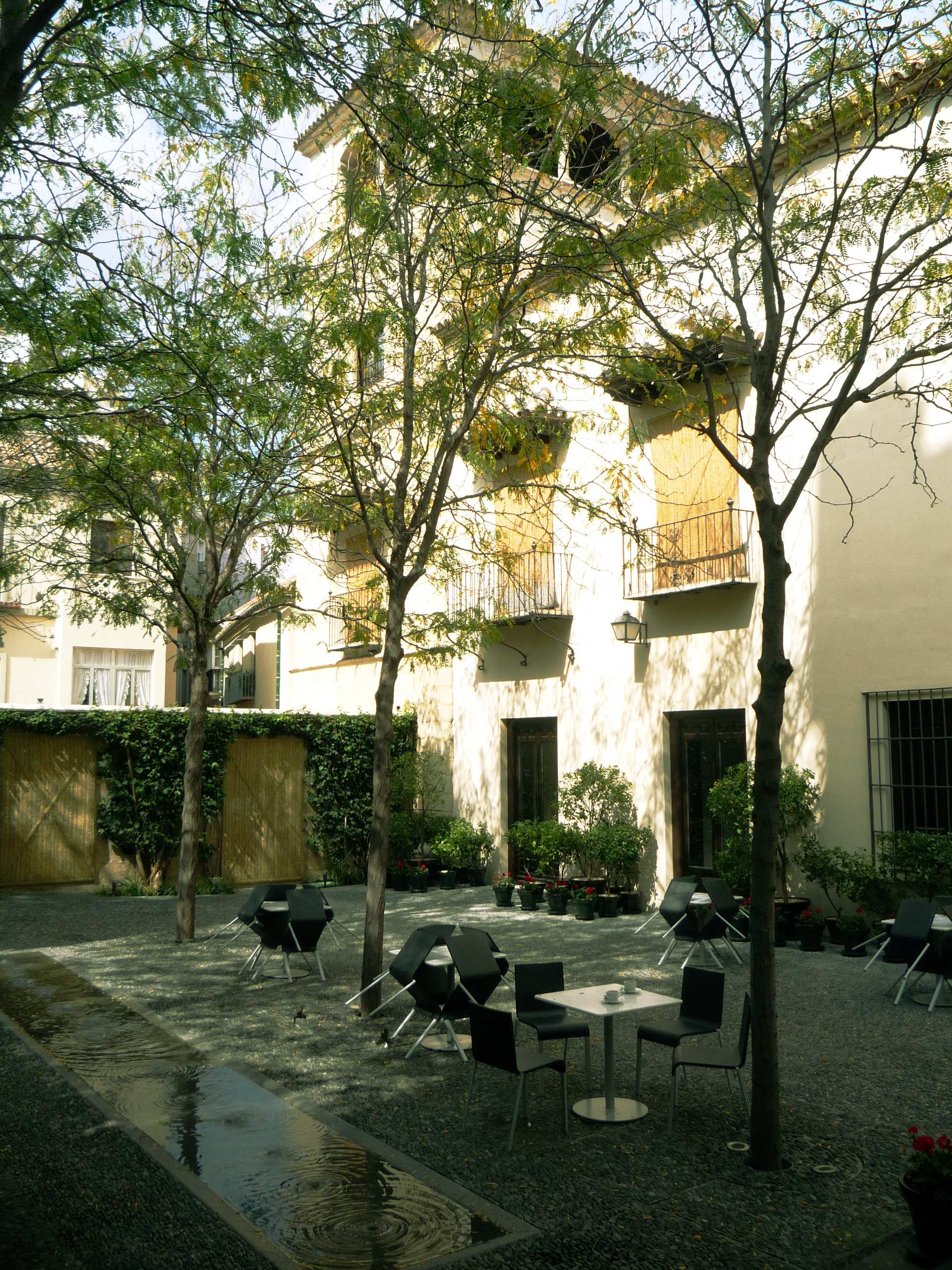
Pequeño jardín con mesas en la zona de cafetería del palacio-museo.

### De Bellas Artes a Museo Picasso
La reconversión del inmueble para alojar el nuevo museo fue un proyecto de los arquitectos Richard Gluckman, Rafael Martín Delgado e Isabel Cámara. La ampliación comenzó por la adquisición de dos casas en la trasera del palacio, que fueron derribadas para la ubicación de una sala de exposiciones temporales y un salón de actos, con la idea de yuxtaponer la arquitectura contemporánea con la ya existente del palacio. El palacio y la nueva ampliación quedan separados por una grieta, espacio libre entre ambas, con una cubierta de vidrio donde se sitúa la escalera.
La entrada se mantuvo en la misma puerta principal, aunque se modificó la posición de la escalera para conseguir un espacio de acogida más amplio, cambiándose la entrada directa al patio por una en recodo. Para poder controlar la luz, los lucernarios tienen dos capas de vidrio, con espacio entre ellas practicable. Unos toldos cubren de una sola pieza el lucernario tamizando la luz. El pavimento es de mármol crema marfil.
La necesidad de una segunda ampliación se evidenció cuando se descubrieron restos arqueológicos con todas las capas que han ido conformando la ciudad además de parte de la antigua muralla de la Malaka fenicia. Se tuvo que diafanizar parte de los muros que se apoyaban directamente sobre los restos recogiendo su carga en vigas que la trasmiten al terreno por medio de pilares. Para la circulación del público se proyectó un suelo de tablas soportada por una estructura metálica ligera en forma de pasarela que discurre entre los restos iluminados en semipenumbra y sin tocarlos. 
Al programa se le añadieron una biblioteca-centro de documentación, un edificio para departamento de educación, un auditorio y un edificio de oficinas, manteniendo la trama de calles estrechas y, aprovechando un solar vacío en el que creció una higuera.
En la parte trasera, que da a la calle Alcazabilla, se reconfiguró un jardín ya existente, configurándose un espacio en el que se relaciona el museo con el Teatro Romano y la Alcazaba, que está llamado a ser el centro de un área monumental en la que se incluiría el Palacio de la Aduana, la Catedral de Málaga,  el Parque  y la Plaza de La Merced.